# تويلي (يوتا)
تويلي (بالإنجليزية: Tooele, Utah)‏ هي مدينة تقع في الولايات المتحدة في مقاطعة تويلي. يقدر عدد سكانها بـ 32,115 نسمة ومساحتها 54.8 كم2 وترتفع عن سطح البحر 1,537 متر.

## التركيبة السكانية
حدّد مكتب تعداد الولايات المتحدة بيانات التركيبة السكانية لتويلي في تعداد الولايات المتحدة. في ما يلي، التركيبة السكانية حسب تعدادي 2000 و2010.

### تعداد عام 2000
بلغ عدد سكان تويلي 22,502 نسمة بحسب تعداد عام 2000، وبلغ عدد الأسر 7,459 أسرة وعدد العائلات 5,822 عائلة مقيمة في المدينة. في حين سجلت الكثافة السكانية 359.6 نسمة لكل كيلومتر مربع (931.4/ميل2). وبلغ عدد الوحدات السكنية 7,923 وحدة بمتوسط كثافة قدره 126.6 لكل كيلومتر مربع (327.9/ميل2).
وتوزع التركيب العرقي للمدينة بنسبة 90.96% من البيض و0.74% من الأمريكيين الأفارقة و1.32% من الأمريكيين الأصليين و0.56% من الأمريكيين ذوي الأصول الآسيوية و0.15% من سكان جزر المحيط الهادئ و3.84% من الأعراق الأخرى و2.44% من عرقين مختلطين أو أكثر و10.09% من الهسبانيون أو اللاتينيون من أي عرق.
بلغ عدد الأسر 7,459 أسرة كانت نسبة 49.5% منها لديها أطفال تحت سن الثامنة عشر تعيش معهم، وبلغت نسبة الأزواج القاطنين مع بعضهم البعض 62.6% من أصل المجموع الكلي للأسر، ونسبة 11.1% من الأسر كان لديها معيلات من الإناث دون وجود شريك، بينما كانت نسبة 4.3% من الأسر لديها معيلون من الذكور دون وجود شريكة وكانت نسبة 21.9% من غير العائلات. تألفت نسبة 18.2% من أصل جميع الأسر من عدة أفراد يعيشون في نفس المنزل ونسبة 6.8% كانت تتألف من شخص يعيش بمفرده يبلغ من العمر 65 عاماً أو أكثر. وبلغ متوسط حجم الأسرة المعيشية 2.98، أما متوسط حجم العائلات فبلغ 3.39.
بلغ العمر الوسطي للسكان 27.5 عاماً. وكانت نسبة 33.9% من القاطنين تحت سن الثامنة عشر، وكانت نسبة 10.4% بين الثامنة عشر والرابعة والعشرين عاماً، ونسبة 30.4% كانت واقعةً في الفئة العمرية ما بين الخامسة والعشرين والرابعة والأربعين عاماً، ونسبة 15.6% كانت ما بين الخامسة والأربعين والرابعة والستين، ونسبة 8.3% كانت ضمن فئة الخامسة والستين عاماً فما فوق. يوجد لكل 100 أنثى 98.8 ذكر، ويوجد لكل 100 أنثى في الثامنة عشر من عمرها فما فوق 96.1 ذكر.
بلغ متوسط دخل الأسرة في المدينة 43,862 دولارًا، أما متوسط دخل العائلة فبلغ 48,490 دولارًا. وكان متوسط دخل الذكور 37,373 دولارًا مقابل 24,175 دولارًا للإناث. وسجل دخل الفرد الخاص بالمدينة 16,580 دولارًا. وكانت نسبة 5% من العائلات ونسبة 6.4% من السكان تحت خط الفقر، وكان من هؤلاء نسبة 8% تحت سن الثامنة عشر ونسبة 6.8% في الخامسة والستين من العمر وما فوق.

### تعداد عام 2010
بلغ عدد سكان تويلي 31,605 نسمة بحسب تعداد عام 2010، وبلغ عدد الأسر 9,959 أسرة وعدد العائلات 7,746 عائلة مقيمة في المدينة. في حين سجلت الكثافة السكانية 505.1 نسمة لكل كيلومتر مربع (1,308.2/ميل2). وبلغ عدد الوحدات السكنية 10,646 وحدة بمتوسط كثافة قدره 170.1 لكل كيلومتر مربع (440.6/ميل2).
وتوزع التركيب العرقي للمدينة بنسبة 89.64% من البيض و0.82% من الأمريكيين الأفارقة و1% من الأمريكيين الأصليين و0.64% من الأمريكيين ذوي الأصول الآسيوية و0.44% من سكان جزر المحيط الهادئ و4.44% من الأعراق الأخرى و3.02% من عرقين مختلطين أو أكثر و12.91% من الهسبانيون أو اللاتينيون من أي عرق.
بلغ عدد الأسر 9,959 أسرة كانت نسبة 50.1% منها لديها أطفال تحت سن الثامنة عشر تعيش معهم، وبلغت نسبة الأزواج القاطنين مع بعضهم البعض 60.2% من أصل المجموع الكلي للأسر، ونسبة 11.9% من الأسر كان لديها معيلات من الإناث دون وجود شريك، بينما كانت نسبة 5.7% من الأسر لديها معيلون من الذكور دون وجود شريكة وكانت نسبة 22.2% من غير العائلات. تألفت نسبة 18.3% من أصل جميع الأسر من عدة أفراد يعيشون في نفس المنزل ونسبة 5.8% كانت تتألف من شخص يعيش بمفرده يبلغ من العمر 65 عاماً أو أكثر. وبلغ متوسط حجم الأسرة المعيشية 3.15، أما متوسط حجم العائلات فبلغ 3.60.
بلغ العمر الوسطي للسكان 29.2 عاماً. وكانت نسبة 35.8% من القاطنين تحت سن الثامنة عشر، وكانت نسبة 8.1% بين الثامنة عشر والرابعة والعشرين عاماً، ونسبة 30% كانت واقعةً في الفئة العمرية ما بين الخامسة والعشرين والرابعة والأربعين عاماً، ونسبة 18.1% كانت ما بين الخامسة والأربعين والرابعة والستين، ونسبة 8% كانت ضمن فئة الخامسة والستين عاماً فما فوق. وتوزع التركيب الجنسي للسكان بنسبة 50.1% ذكور و49.9% إناث.

## المناخ
يظهر الجدول التالي التغييرات المناخية على مدار السنة لتويلي:
| البيانات المناخية لـتويلي         | البيانات المناخية لـتويلي | البيانات المناخية لـتويلي | البيانات المناخية لـتويلي | البيانات المناخية لـتويلي | البيانات المناخية لـتويلي | البيانات المناخية لـتويلي | البيانات المناخية لـتويلي | البيانات المناخية لـتويلي | البيانات المناخية لـتويلي | البيانات المناخية لـتويلي | البيانات المناخية لـتويلي | البيانات المناخية لـتويلي | البيانات المناخية لـتويلي |
| الشهر                             | يناير                     | فبراير                    | مارس                      | أبريل                     | مايو                      | يونيو                     | يوليو                     | أغسطس                     | سبتمبر                    | أكتوبر                    | نوفمبر                    | ديسمبر                    | المعدل السنوي             |
| --------------------------------- | ------------------------- | ------------------------- | ------------------------- | ------------------------- | ------------------------- | ------------------------- | ------------------------- | ------------------------- | ------------------------- | ------------------------- | ------------------------- | ------------------------- | ------------------------- |
| متوسط درجة الحرارة الكبرى °ف (°م) | 41.6 (5.3)                | 44.3 (6.8)                | 53.8 (12.1)               | 62.4 (16.9)               | 72.2 (22.3)               | 82.6 (28.1)               | 91.7 (33.2)               | 90.1 (32.3)               | 79.4 (26.3)               | 65.3 (18.5)               | 49.7 (9.8)                | 39.3 (4.1)                | 64.2 (17.9)               |
| متوسط درجة الحرارة الصغرى °ف (°م) | 20.6 (−6.3)               | 24.1 (−4.4)               | 31.7 (−0.2)               | 38.2 (3.4)                | 46.5 (8.1)                | 55.4 (13.0)               | 63.5 (17.5)               | 61.9 (16.6)               | 51.9 (11.1)               | 40.2 (4.6)                | 29.3 (−1.5)               | 21.3 (−5.9)               | 40.4 (4.7)                |
| الهطول إنش (مم)                   | 1.47 (37)                 | 1.72 (44)                 | 2.45 (62)                 | 2.29 (58)                 | 2.43 (62)                 | 1.16 (29)                 | 0.89 (23)                 | 0.90 (23)                 | 1.41 (36)                 | 1.85 (47)                 | 1.89 (48)                 | 1.69 (43)                 | 20.15 (512)               |
| متوسط تساقط الثلوج إنش (سم)       | 14.6 (37)                 | 16.3 (41)                 | 12.7 (32)                 | 7.1 (18)                  | 1.1 (2.8)                 | 0.1 (0.25)                | 0.0 (0.0)                 | 0.0 (0.0)                 | 0.0 (0.0)                 | 2.3 (5.8)                 | 12.2 (31)                 | 17.4 (44)                 | 83.8 (213)                |
| المصدر: NOAA                      |                           |                           |                           |                           |                           |                           |                           |                           |                           |                           |                           |                           |                           |

## أعلام
- روبرت بويد برازير
- جاك جونسون